# Julius Caesar (Mondkrater)
Julius Caesar ist ein Lava-gefluteter Einschlagkrater auf dem Erdmond mit einer niedrigen, unregelmäßigen und stark abgenutzten Wand. Er hat einen Durchmesser von rund 85 Kilometern.
| Buchstabe | Position           | Durchmesser | Link |
| --------- | ------------------ | ----------- | ---- |
| A         | 7,66° N, 14,45° O  | 14 km       |      |
| B         | 9,74° N, 13,92° O  | 7 km        |      |
| C         | 7,28° N, 15,33° O  | 5 km        |      |
| D         | 7,18° N, 16,5° O   | 5 km        |      |
| F         | 11,62° N, 12,97° O | 23 km       |      |
| G         | 10,16° N, 15,74° O | 20 km       |      |
| H         | 8,77° N, 13,57° O  | 3 km        |      |
| J         | 9,3° N, 13,66° O   | 3 km        |      |
| P         | 11,16° N, 14,15° O | 36 km       |      |
| Q         | 12,99° N, 13,96° O | 29 km       |      |

Der Krater wurde 1935 von der IAU nach dem gleichnamigen römischen Feldherren benannt.

## Weblink
- Julius Caesar im Gazetteer of Planetary Nomenclature der IAU (WGPSN) / USGS